# Transylwania (film)
Transylwania (fr. TranSylvania) – francuski film fabularny z roku 2006 w reżyserii Tony’ego Gatlifa.

## Opis fabuły
Młoda Francuzka Zingarina wraz z przyjaciółką Marie i tłumaczką Luminitzą przyjeżdża do Rumunii w poszukiwaniu muzyka Milana, deportowanego z Francji, który jest ojcem jej nienarodzonego dziecka i w którym jest szaleńczo zakochana. Odnaleziony po długich poszukiwaniach Milan odrzuca uczucia Zingariny, a ją samą wpędza w głęboką depresję. Na małej stacji kolejowej Marie gubi swoją przyjaciółkę i powraca do Francji. Dalszą podróż przez Rumunię Zingarina odbywa w towarzystwie drobnego handlarza i pasera Czangalo. Od szaleństwa ratuje ją miejscowy pop, wypędzając z niej demony w czasie rytuału odprawionego w cerkwi. Przebrana za Cygankę Zingarina dzieli los Czangalo, mieszkającego w samochodzie i śpiącego pod gołym niebem. Jej dziecko przychodzi na świat w samochodzie, kiedy ugrzązł w śniegu nieopodal wioski zamieszkałej przez Węgrów. Wielką zmianę w swoim życiu Czangalo chce uczcić skrzynką piwa i muzyką, którą gra wynajęty przez niego zespół cygański.
Film ma bogatą oprawę muzyczną. Oprócz zespołów cygańskich w filmie pojawiają się obrazy z klubów muzycznych i z domów wiejskich, gdzie stare kobiety grają na tradycyjnych instrumentach ludowych.

## Obsada
- Asia Argento jako Zingarina.
- Amira Casar jako Marie.
- Birol Ünel jako Czangalo.
- Alexandra Beaujard jako Luminitza.
- Marco Castoldi jako Milan Agustin.
- Bea Pálya jako śpiewaczka w kabarecie
- Anton Tauf jako pop
- Marina Boldizsac jako pieśniarka ukraińska
- Rares Budileanu jako młody muzyk
- Nicolae Cristache
- Florin Estefan jako śpiewak operowy
- Mariana Rus jako Vandana
- Simion Lupu jako śpiewak operowy
- Cornel Reileanu
- Gabor Gabor jako miejscowy chłop

## Nagrody i wyróżnienia
- 2006: Międzynarodowy Festiwal Filmowy w Gandawie
  - nagroda Georgesa Delerue